# 伊茲瓦雷萊鄉 (普拉霍瓦縣)
45°17′N 26°0′E / 45.283°N 26.000°E
伊茲瓦雷萊鄉（羅馬尼亞語：Comuna Izvoarele, Prahova），是羅馬尼亞的鄉份，位於該國中南部，由普拉霍瓦縣負責管轄，面積75平方公里，海拔高度504米，2007年人口6,866，人口密度每平方公里92人。